# Pat Garrett et Billy le Kid
Cet article concerne le film de Sam Peckinpah. Pour l'album de Bob Dylan, voir Pat Garrett and Billy the Kid.
Pour plus de détails, voir Fiche technique et Distribution.
Pat Garrett et Billy le Kid (Pat Garrett and Billy the Kid) est un film américain réalisé par Sam Peckinpah et sorti en 1973.
Le film est notamment connu pour sa bande originale composée par Bob Dylan qui contient la chanson Knockin' on Heaven's Door. Il est également réputé pour son tournage houleux et les relations tendues entre le réalisateur et le studio. Le film est un échec critique et commercial à sa sortie. Il sera réévalué au fil du temps, notamment grâce à la nouvelle version de 1988, et atteint le statut de film culte.

## Synopsis
1881. À Fort Sumner au Nouveau-Mexique, Pat Garrett rend visite à son ancien compagnon de route : Billy. Il lui annonce qu'il est devenu le nouveau shérif du comté et lui enjoint de fuir au Mexique. Peu de temps après, Billy et deux de ses amis sont assiégés dans une cabane par Garrett et ses hommes. Billy, seul survivant, se rend. Emprisonné à Lincoln, il s'évade cependant le jour de son exécution. Garrett, sur l'ordre du gouverneur Wallace, part à sa poursuite.

## Fiche technique
Sauf indication contraire, les informations mentionnées dans cette section peuvent être confirmées par la base de données cinématographiques IMDb,  présente dans la section « Liens externes ».
- Titre français : Pat Garrett et Billy le Kid
- Titre original : Pat Garrett and Billy the Kid
- Réalisation : Sam Peckinpah
- Scénario : Rudy Wurlitzer (en)
- Musique : Bob Dylan
- Photographie : John Coquillon
- Montage : Roger Spottiswoode et Richard Halsey
- Décors : Ray Moyer
- Production : Gordon Carroll (en)
- Sociétés de production : Metro-Goldwyn-Mayer
- Distribution : Metro-Goldwyn-Mayer
- Pays de production :  États-Unis
- Langue originale : anglais
- Budget : 4,64 millions de dollars[1]
- Format : Couleur - 2.35:1 - 35mm - son mono
- Genre : western, drame
- Durée : 106 minutes, 122 minutes (version restaurée 1988), 115 minutes (édition spéciale 2006)
- Dates de sortie[2] :
  - États-Unis : 23 mai 1973
  - France : 20 septembre 1973
- Classification[3] :
  - États-Unis : R
  - France : tous publics
- Affiches : Bill Gold (États-Unis), René Ferracci (France)

## Distribution
Légende : doublage de la version originale (1973) ; rajouts pour l’édition spéciale (2006)
- James Coburn (VF : Jean-Pierre Duclos + Marc Alfos) : Pat Garrett
- Kris Kristofferson (VF : Bernard Murat + Patrice Baudrier) : Billy le Kid
- Richard Jaeckel (VF : Jacques Richard) : le shérif Kip McKinney
- Jason Robards (VF : Robert Party) : le gouverneur Lew Wallace
- Bob Dylan (VF : Francis Lax) : Alias
- Rita Coolidge : Maria
- Charles Martin Smith (VF : Dominique Collignon-Maurin + Eric Aubrahn) : Charlie Bowdre
- Barry Sullivan (VF : Hervé Caradec) : Chisum
- R.G. Armstrong (VF : Claude Bertrand) : Bob Olinger (en)
- Luke Askew (VF : Jean Lagache) : Eno
- Matt Clark (VF : Claude Joseph) : J. W. Bell
- Richard Bright (VF : Sady Rebbot) : Holly
- John Beck (VF : Pierre Garin) : John W. Poe
- Chill Wills (VF : Paul Bonifas) : Lemuel
- Jack Elam (VF : Henry Djanik) : Alamosa Bill
- Emilio Fernández (VF : Albert Augier) : Paco
- L. Q. Jones (VF : Jacques Deschamps) : Black Harris
- Slim Pickens (VF : Jean Martinelli) : le shérif Baker
- Katy Jurado : Mme Baker
- Paul Fix (VF : Paul Villé) : Pete Maxwell
- Jorge Russek : Silva
- Harry Dean Stanton : Luke
- Gene Evans : M. Horrell
- Claudia Bryar : Mme Horrell
- John Chandler : Norris
- Jack Dodson (en) : Lewellen Howland
- Aurora Clavel : Ida Garrett, la femme de Pat
- Walter Kelley (VF : Raoul Curet) : Rupert (VF : Robert)
- Rutanya Alda : Ruthie Lee
- Dub Taylor : Josh
- Elisha Cook Jr. : Cody
- Sam Peckinpah (non crédité) : Will
- Bruce Dern (non crédité) : un shérif adjoint

## Production

### Genèse et développement
En 1970, Gordon Caroll lance le projet pour la Metro-Goldwyn-Mayer et engage le scénariste Rudy Wurlitzer. Initialement, c'est Monte Hellman qui devait réaliser le film. Les deux hommes venaient de collaborer peu de temps auparavant pour Macadam à deux voies. Finalement, à la suite de l'échec dudit film, le studio préfère Sam Peckinpah, qui demande cependant de nombreuses réécritures du script. La relation entre Wurlitzer et Peckinpah s'avèrera difficile. Le premier écrira un livre à charge sur le second.

### Attribution des rôles
Al Pacino a avoué en 2014 qu'on lui avait proposé le rôle de Billy the Kid. Il explique avoir refusé car il ne savait pas monter à cheval et en raison de la réputation sulfureuse de Sam Peckinpah. Ce dernier voulait initialement Bo Hopkins pour ce rôle, qui aurait également été proposé à Peter Fonda et Malcolm McDowell. Charlton Heston, Robert Mitchum ou encore Paul Newman ont quant à eux été envisagés pour incarner Pat Garrett,.
Outre Bob Dylan, qui tient ici un de ses rares rôles au cinéma, on retrouve ici beaucoup d'habitués des films de Sam Peckinpah ou qui le deviendront : Jason Robards jouait le personnage principal dans Un nommé Cable Hogue. James Coburn tenait un rôle secondaire dans Major Dundee et sera la vedette de Croix de fer. Kris Kristofferson jouera dans Apportez-moi la tête d'Alfredo Garcia et tiendra le rôle principal du film Le Convoi.

### Tournage
Alors que Sam Peckinpah voulait poser ses caméras au Nouveau Mexique, le studio impose que le tournage ait lieu au Mexique. Il se déroule principalement à Durango.
James Aubrey, président de la MGM, réduira fortement le budget du film et interfèrera beaucoup dans la production. James Coburn décrit l'interventionnisme du studio :

« Tous les problèmes sont venus de James Aubrey, l'homme qui dirigeait le studio MGM, probablement la seule personne vraiment haïssable que j'ai croisé à Hollywood. Quand Sam [Peckinpah] m'a appris qu'on allait travailler avec lui, j'ai essayé de le convaincre de n'en rien faire. Il m'a dit : « Je viens d'acheter une action MGM. S'il m'emmerde, je lui colle un procès. Ne t'inquiète pas. » Ça, c'était tout Sam. Parce qu'on aurait vraiment dû s'inquiéter. A la fin, Aubrey a confisqué le film à Sam, pour le faire monter à sa guise. Ce sont les monteurs qui ont récupéré les chutes pour les rendre à Sam. Aujourd'hui, la « version du réalisateur » disponible est ce qui se rapproche le plus de ce que Sam Peckinpah voulait faire. Mais la seule copie réellement conforme à ses désirs est entreposée aux archives de l'institut Sam Peckinpah. »

— James Coburn
Par ailleurs, le tournage est perturbé par l'alcoolisme de Sam Peckinpah, qui n'était souvent pas capable de travailler. De plus, il est marqué par des tempêtes de poussière, une épidémie de grippe ainsi que des problèmes de caméra. Les prises de vues s'achèvent avec 21 jours de retard avec un budget dépassé de 1,6 million de dollars.

### Montage
Pour la deuxième fois de sa carrière, après Major Dundee dix ans auparavant, Sam Peckinpah voit le montage final lui échapper. Il avait initialement fait une version preview de 124 minutes, projetée une seule fois devant quelques personnes dont Jay Cocks et Pauline Kael et Martin Scorsese. Ce dernier, qui venait alors de tourner Mean Streets (1973), décrit ce prémontage comme le meilleur film de Sam Peckinpah depuis La Horde sauvage (1969),. Cependant, James Aubrey, président de la MGM, fait pression pour réduire le film à 106 minutes. Cette version, désavouée par l'équipe technique du film, connaitra un échec commercial avec seulement 8 millions de dollars récoltés sur le sol américain,

## Bande originale
Alors que le réalisateur songeait à Roger Miller, la bande originale du film est réalisée par Bob Dylan. On y trouve sa chanson Knockin' on Heaven's Door, plus tard sera reprise par de nombreux artistes tels que Guns N' Roses et Avril Lavigne.

## Sortie et accueil
À sa sortie en 1973, le film est globalement mal accueilli par la plupart des critiques américains, qui espéraient voir la suite spirituelle de La Horde sauvage (1969). Bien qu'elle reconnaisse son ambition et sa « distribution incroyable », Pauline Kael a décrit le film comme « singulièrement mal réalisé » et pense que « personne d'impliqué n'est probablement heureux du résultat. » Roger Ebert attribue la note de 2 sur 4 et écrit notamment « Sam Peckinpah a tenté de faire retirer son nom de Pat Garrett and Billy the Kid. J'ai sympathisé avec lui. Si ce n'était pas entièrement son travail, il n'aurait pas dû en prendre le blâme. » Il ajoute « Un autre facteur alarmant est que pas moins de six monteurs sont crédités. Pas des assistants-monteurs, mais des monteurs ; cela établit un record des temps modernes, je pense. Je suppose qu'il y a eu une dispute sur la version finale du film, et que Peckinpah et MGM se sont pelotonnés pendant la bataille. On pourrait penser que les dirigeants auraient compris que leur seule chance était de sortir le film tel que Peckinpah l'a fait ; le public était plus intéressé par le nouveau film de Peckinpah que par dans encore une autre resucée de Billy the Kid. » Gene Siskel du Chicago Tribune note également le film 2 sur 4 et écrit que le film « semble avoir été tourné au ralenti émotionnel, et la léthargie et l'agression auto-gonflantes de tous les intéressés réduit l'entreprise à un exercice de prétention. » Dans The New York Times, Vincent Canby écrit quant à lui que le film « a la manière de quelque chose écrit pour Peckinpah par un écrivain qui avait vu La Horde sauvage et s'est engagé à donner au réalisateur un scénario important, quelque chose digne de ses talents. Au lieu de cela, M. Wurlitzer a proposé ce qui est apparemment une parodie inconsciente des préoccupations de Peckinpah pour la disparition des frontières, la camaraderie et le machisme. » Le journaliste pointe également du doigt la musique de Bob Dylan « si oppressante que lorsqu'elle s'arrête, nous nous sentons étourdis de soulagement, comme si une dent avait soudainement cessé de faire mal. »
Côté box-office, le film n'enregistre que 8 millions de dollars aux États-Unis et 11 millions dans le monde, pour un budget de 4,6 millions.
Au fil du temps, la critique deviendra plus élogieuse envers le film. Il figure dans le célèbre ouvrage 1 001 films à voir avant de mourir. Le magazine britannique Empire le classe 126e des 500 meilleurs films de tous les temps.

## Commentaire
Le film accrédite la thèse selon laquelle il y aurait eu une relation d'amitié entre Pat Garrett et Billy le Kid. Or, cette théorie est loin de faire l'unanimité chez les historiens de la conquête de l'ouest[réf. nécessaire].

## Autres versions
En raison du montage imposé par le studio, Sam Peckinpah n'a jamais été satisfait du film. Après son décès, sa fille Sharon Peckinpah donne son accord à une sortie de la version preview, qui est présentée au cinéma, notamment en France, grâce à l'appui financier entre autres, de Jean-Max Causse (directeur des cinémas Action), et de Patrick Brion. Cette version est ensuite éditée en vidéo par Turner Entertainment, qui a récupéré le catalogue de la MGM dans les années 1980. Les investisseurs ont notamment contacté Roger Spottiswoode, monteur d'origine du film, pour retrouver ses notes et celles de Sam Peckinpah, ainsi que la copie personnelle de Sam Peckinpah pour s'approcher au plus près des souhaits de ce dernier et reconstituer cette version preview qui n'avait fait l'objet que d'une seule projection publique. Cette version contient de nombreuses scènes supplémentaires, notamment la mort de Pat Garrett, désormais visible au tout début du métrage. Dans la version originale sortie en salles en 1973, un happy end le montrait sortant de la ville vivant, choix imposé par la MGM à Peckinpah. Le film est rallongé d'environ 16 minutes,.
Certains changements réalisés sur cette preview/Director's Cut ne font toutefois pas l'unanimité. Kris Kristofferson note ainsi que la scène de la mort du shérif Baker comporte désormais une version de Knockin' on Heaven's Door sans paroles. Il estime que Peckinpah, désireux de rester en bons termes avec Jerry Fielding, son ami et compositeur de prédilection, avait cherché à l'époque à minimiser la contribution de Bob Dylan pendant la post-production, mais que si le travail de montage avait suivi son cours naturel, il aurait fini par admettre son erreur et reconnaître que la version avec les paroles (que Kristofferson qualifie de plus fort moment musical qu'il avait vu dans un film) fonctionnait mieux. Et ce montage contient un oubli, une scène entre Pat Garrett et sa femme, qui avait été coupée de la copie personnelle de Sam Peckinpah pour étoffer un montage destiné à la télévision américaine.
En 2005, Warner Bros., qui a fusionné dans l'intervalle avec Turner Entertainment, sort le film en DVD. Il comporte deux montages. La version preview de 122 minutes connue depuis 1988 figure sur un deuxième disque, alors que le premier disque propose une nouvelle « édition spéciale » conçue par le monteur et spécialiste de Sam Peckinpah Paul Seydor. Cette version de 115 minutes rétablit la version avec paroles de Knockin' on Heaven's Door et quelques scènes mettant en avant des personnages féminins, dont celle avec l'épouse de Pat Garrett, mais procède à quelques coupes par rapport à la version preview, pour se rapprocher alors du montage cinéma de 1973.